# Оксокислоти селену
Оксокислоти селену (англ. selenium oxyacids) — відомі кислоти відповідають валентним станам селену +4 і+6.
Селенітна  кислота (англ. selenious acid) Se(O)(ОH)2 — аніони HSeO3– i SeO32–, оксидується до H2SeO4 , діє також і як помірний оксидант, відновлюючись до Se, дає солі селеніти.
Селенатна  кислота (англ. selenic acid) Se(O)2(ОH)2 — сильна кислота, утворює гідрати, селенати і біселенати. У водних розчинах існують H2SeO4, HSeO4–, SeO42–.